# Ty Walker
Ty Walker, né le 7 août 1989, à Wilmington, en Caroline du Nord, est un joueur américain de basket-ball. Il évolue au poste de pivot.

## Palmarès et performances
- 2012 : Vainqueur du Match des champions avec le Limoges CSP.